# أدريان سكوت
أدريان سكوت (بالإنجليزية: Adrian Scott)‏ هو كاتب سيناريو ومنتج أفلام أمريكي، ولد في 6 فبراير 1912 في Arlington, New Jersey ‏ في الولايات المتحدة، وتوفي في 25 ديسمبر 1972 في شيرمان أوكس في الولايات المتحدة بسبب سرطان.

## وصلات خارجية
- أدريان سكوت على موقع IMDb (الإنجليزية)
- أدريان سكوت على موقع الموسوعة البريطانية (الإنجليزية)
- أدريان سكوت على موقع ألو سيني (الفرنسية)
- أدريان سكوت على موقع أول موفي (الإنجليزية)
- أدريان سكوت على موقع قاعدة بيانات الأفلام السويدية (السويدية)
- أدريان سكوت على موقع قاعدة بيانات الفيلم (الإنجليزية)
- أدريان سكوت على موقع كينوبويسك (الروسية)